# バクー・オリンピックスタジアム
バクーオリンピックスタジアム (アゼルバイジャン語: Bakı Olimpiya Stadionu)は、アゼルバイジャンの首都バクーにある屋根付き多目的スタジアム。
2011年6月、FIFAのゼップ・ブラッター会長（当時）が出席して起工式が行われ、2015年のヨーロッパ大会に合わせて建設が進んでいた。2020年のUEFA EUROでは本大会の開催地の一つとして決定された。このプロジェクトにはアゼルバイジャン国営石油会社（SOCAR）が支援している。
2019年にはUEFAヨーロッパリーグ決勝が開催。

## 開催された主な大会
- UEFA EURO 2020

| 日付          | ホームチーム | 結果 | アウェーチーム | ラウンド  |
| ------------- | ------------ | ---- | -------------- | --------- |
| 2021年6月12日 | ウェールズ   | 1-1  | スイス         | グループA |
| 2021年6月16日 | トルコ       | 0-2  | ウェールズ     | グループA |
| 2021年6月20日 | スイス       | 3-1  | トルコ         | グループA |
| 2021年7月3日  | チェコ       | 1-2  | デンマーク     | 準々決勝  |